# Татарников, Михаил Петрович
Михаи́л Петро́вич Тата́рников (род. 21 сентября 1978 года, Ленинград, СССР) — российский дирижёр. С 2012 по 2018 год — главный дирижёр и музыкальный руководитель Михайловского театра в Санкт-Петербурге. С 2018 года — дирижёр Михайловского театра.

## Биография
Окончил факультет симфонического и оперного дирижирования Санкт-Петербургской консерватории. Как дирижёр дебютировал в Мариинском театре в 2006 году балетом «Метафизика» на музыку Второй симфонии Прокофьева. Впоследствии выступал в Ла Скала, Баварской государственной опере и других известных театрах.
В сезоне 2013/2014 дирижировал на мировой премьера балета Алексея Ратманского «Serata Ratmansky» в миланском театре Ла Скала. Выступил в качестве музыкального руководителя российской премьеры оперы Бенджамина Бриттена «Билли Бадд» в постановке Вилли Деккера в Михайловском театре. Являлся приглашённым членом жюри первого сезона проекта «Большой балет» телеканала «Россия-К». Дирижировал на юбилейном гала-концерте в Большом театре, посвящённом пятидесятилетию творческой деятельности Елены Образцовой (2013).
Музыкальный обозреватель Colta.ru в рецензии на спектакль «Трубадур» в постановке Дмитрия Чернякова (сезон 2014/2015) подвёл промежуточный итог музыкального руководства Михаилом Татарниковым Михайловским театром: «…Пожалуй, что ключевая удача постановки — работа Михаила Татарникова… за те два года, что он занимает этот пост, класс местного оркестра вырос в разы». Это мнение поддерживают и другие музыкальные критики, отмечая при этом, что «симфоническое начало в дирижёре Михаиле Татарникове явно превалирует над театральным».
В 2017 году дебютировал на сцене Парижской оперы (Опера Бастилии) в качестве дирижёра и музыкального руководителя оперы Н. А. Римского-Корсакова «Снегурочка» в постановке Дмитрия Чернякова.
В 2016—2018 дирижировал концертами «Классика на Дворцовой», проводимыми на Дворцовой площади в Санкт-Петербурге и приуроченными ко Дню города — Дню основания Санкт-Петербурга.

### Политическая позиция
В 2014 году подписал Коллективное обращение деятелей культуры Российской Федерации в поддержку политики президента РФ В. В. Путина на Украине и в Крыму.

## Семья
Родители - петербургские художники Пётр Татарников и Дженнет Далгат. Дед — дирижёр Джемал-Эддин Энварович Далгат. Бабушка по материнской линии — искусствовед В. И. Раздольская. Бабушка по отцовской линии — искусствовед Ирина Павловна Татарникова (Дервиз).
В 2015 году женился на балерине Михайловского театра Анжелине Воронцовой, в марте 2018 года развелись.

## Награды
- Специальный приз экспертного совета высшей театральной премии Санкт-Петербурга «Золотой софит» «за театральную выразительность дирижёрских решений» (2013)[15]
- Памятный знак и диплом «Чайковский» за вклад в развитие музыкальной культуры России (2016)[16]